# Theodor Weishaupt

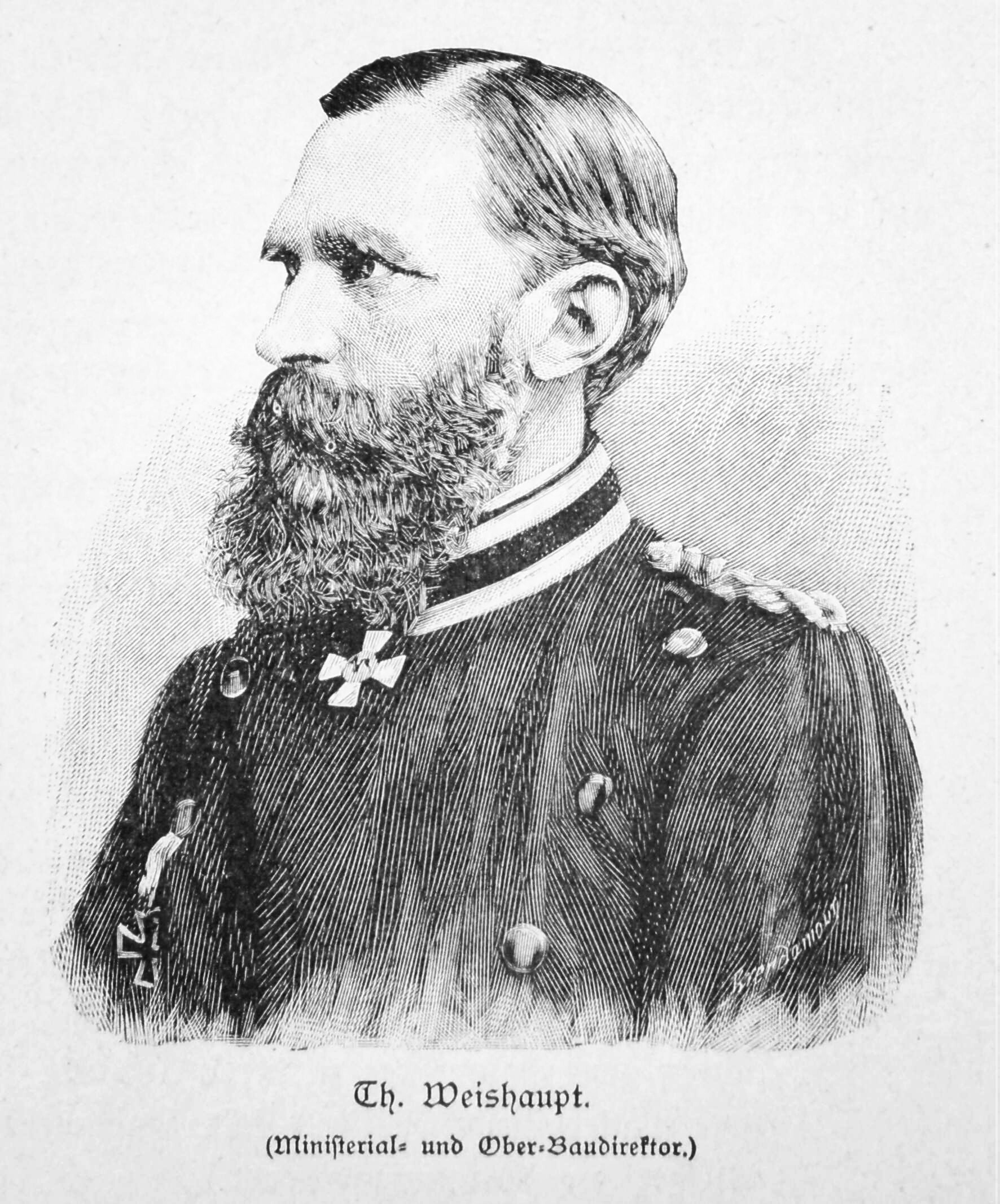
Theodor Weishaupt

Julius Alexander Theodor Weishaupt (8 april 1817 in Maagdenburg -  5 april 1899 in Berlijn) was een vooraanstaand Duits Ingenieur.
Na een opleiding aan het Gymnasium in Quedlinburg in de Harz werd de jonge Theodor Weishaupt landmeter. Tussen 1836 en 1839 studeerde hij aan de Bauakademie in Berlijn 
als bouwkundige. Later specialiseerde hij zich in de spoorwegbouw.
Duitsland bouwde in de jaren 1850 - 1870 met veel inspanning en grote snelheid een spoorwegnet op. De spoorwegen waren bepalend voor het succes van de Duitse industrialisatie. In de oorlogen van 1866 tegen Oostenrijk en diens bondgenoten en de Frans-Duitse Oorlog in 1870 waren de daardoor mogelijk gemaakte snelle mobilisatie en de ongekende mobiliteit van de Pruisen respectievelijk Duitsers bepalend voor de overwinning.
Theodor Weishaupt werd uitgebreid geëerd voor zijn civiele bijdrage aan de overwinning. De Nederlandse koning Willem III benoemde hem tot Grootkruis in de Orde van de Eikenkroon.